# Mosaïque (pathologie végétale)
Pour les articles homonymes, voir Mosaïque (homonymie).

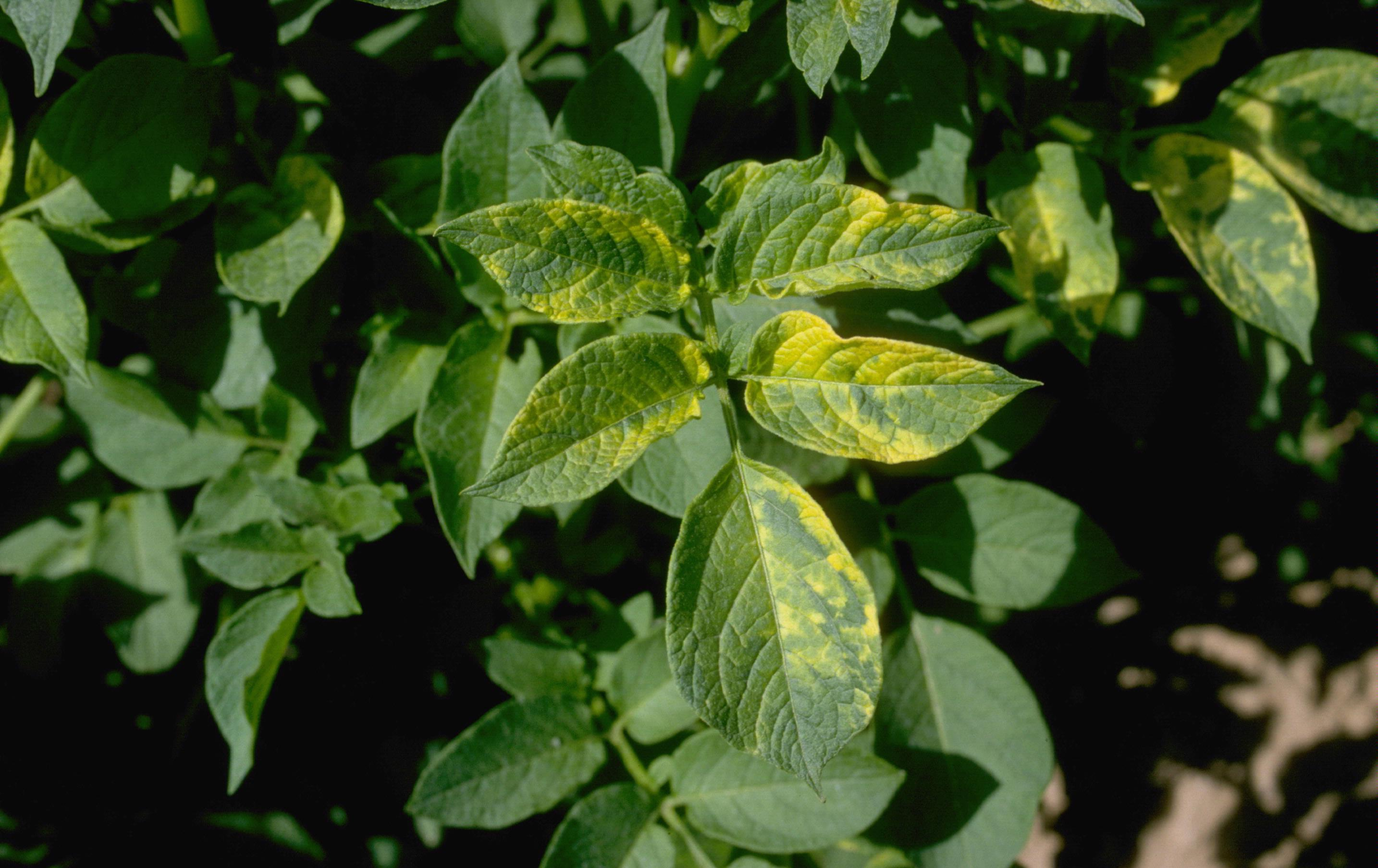
Symptômes du virus de la mosaïque de la luzerne (AMV) sur feuille de pomme de terre.

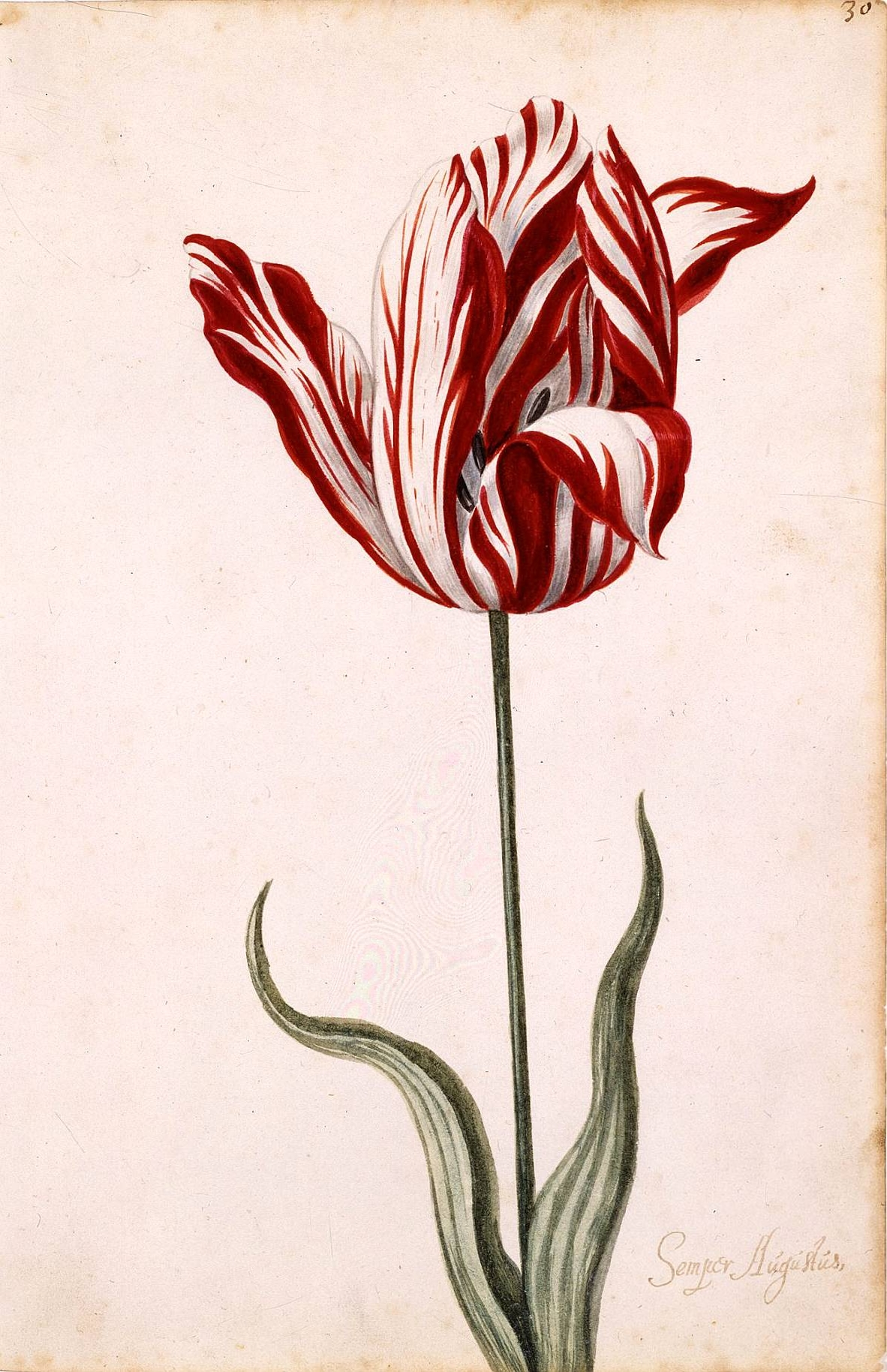
La variété de tulipe Semper Augustus, qui fut la plus chère durant l'épisode de la tulipomanie au XVIIe siècle dans les Provinces Unies, était en fait atteinte par l'un des virus causant une coloration panachée des tépales, comme la plupart des variétés précieuses de cette époque.

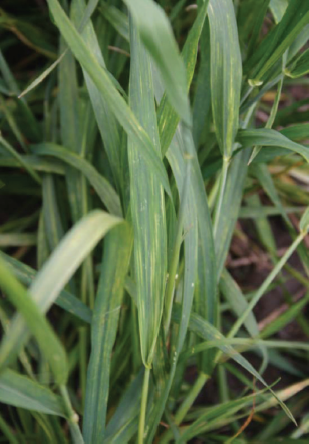
Symptômes du Wheat streak mosaic virus (WSMV) sur blé d'hiver.

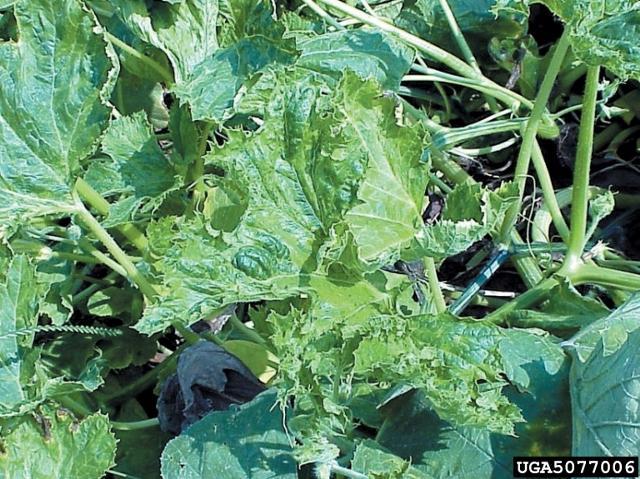
Symptômes du squash mosaic virus (SqMV) sur feuilles de courge.

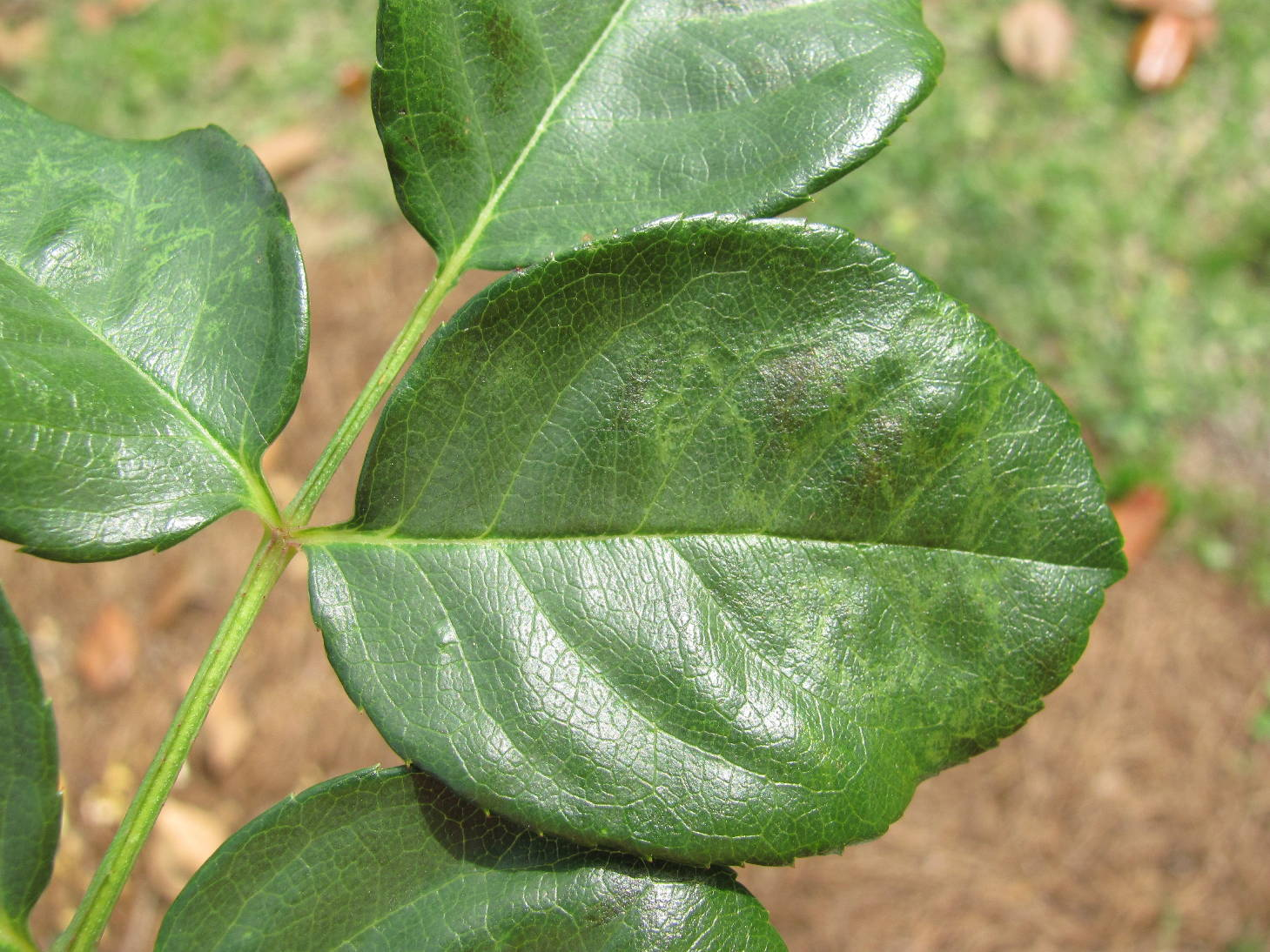
Motifs de mosaïque légère sur feuille de rosier (cultivar 'Graham Thomas') causée par le virus des taches annulaires nécrotiques des Prunus (PNRSV).

En pathologie végétale, les mosaïques sont des symptômes de maladies virales. Ces symptômes se manifestent, surtout chez les feuilles jeunes, notamment par une décoloration différenciée du limbe foliaire, présentant des plages vert clair ou jaunes ou vert foncé, évoquant des motifs de mosaïque. Lorsque les taches colorées sont plus diffuses, on parle plutôt de marbrure. Ces symptômes peuvent toucher plus spécifiquement les nervures foliaires, on parle dans ce cas de mosaïque nervaire (vein banding). 
Ces maladies, souvent désignées elles-mêmes sous le nom de « mosaïque », sont causées par divers phytovirus et peuvent entraîner dans certaines cultures des pertes économiques importantes.
Les noms de virus sont le plus souvent composés du nom du principal symptôme observé et du nom de la plante sur laquelle ces virus ont été isolés pour la première fois. Un certain nombre de virus comportent dans leur nom scientifique le terme « mosaic ». Les virus en cause appartiennent notamment aux genres suivants : Alfamovirus, Bromovirus, Caulimovirus, Comovirus, Cucumovirus, Potyvirus, Tobamovirus, Tymovirus. Cependant, cela n'exclut pas que d'autres virus provoquent aussi chez certaines plantes-hôtes des symptômes de mosaïque.
Le virus de la mosaïque du tabac a été historiquement le premier virus identifié.

## Principaux virus provoquant des mosaïques
- Genre  Alfamovirus
  - Virus de la mosaïque de la luzerne (AMV, Alfalfa mosaic virus)

- Genre Bymovirus
  - Virus de la mosaïque de l'avoine (OMV, Oats Mosaic Virus)
  - Virus de la mosaïque des stries en fuseau du blé (WSMV, Wheat streak mosaic virus)

- Genre  Begomovirus
  - Virus de la mosaïque dorée du haricot (BGMV, Bean golden mosaic virus)
  - Virus de la mosaïque de l'Abutilon (AbMV, Abutilon mosaic virus)
  - Virus de la mosaïque africaine du manioc (ACMV, African cassava mosaic virus)

- Genre  Bromovirus
  - Virus de la mosaïque du brome (BMV, Brome mosaic virus)

- Genre  Carlavirus
  - Virus de la mosaïque du houblon (HpMV, Hop mosaic virus)

- Genre  Caulimovirus
  - Virus de la mosaïque du chou-fleur (CaMV, Cauliflower mosaic virus)

- Genre  Comovirus
  - Virus de la mosaïque du niébé (CPMV, Cowpea mosaic virus)
  - Virus de la mosaïque de la courge (SqMV, Squash mosaic virus)
  - Virus de la mosaïque du radis (RaMV, Radish mosaic virus)

- Genre  Cucumovirus
  - Virus de la mosaïque du concombre (CMV, Cucumber mosaic virus)

- Genre  Emaravirus
  - Virus de la mosaïque du figuier (FMV, Fig mosaic emaravirus)

- Genre  Furovirus
  - Virus de la mosaïque des céréales (SBWMV, Soil-borne wheat mosaic virus)

- Genre  Hordeivirus
  - Virus de la mosaïque striée de l'orge (BSMV, Barley stripe mosaic virus)

- Genre  Ilarvirus
  - Virus de la mosaïque du pommier (ApMV, Apple mosaic virus)

- Genre  Ipomovirus
  - Virus de la mosaïque de la patate douce (SPMMV,  Sweet potato mild mottle virus )

- Genre  Nepovirus
  - Virus de la mosaïque de l'arabette (AMV, Arabis mosaic virus)

- Genre  Nucleorhabdovirus
  - Virus de la mosaïque du maïs (MMV, Maize mosaic virus)

- Genre  Potexvirus
  - Virus de la mosaïque aucuba de la pomme de terre (PAMV, Potato aucuba mosaic virus)
  - Virus de la mosaïque du bambou (BaMV, Bamboo mosaic virus)
  - Virus de la mosaïque commune du manioc (CsCMV, Cassava common mosaic virus )
  - Virus de la mosaïque du papayer (PapMV, Papaya mosaic virus)
  - Virus de la mosaïque du pépino (PepMV, Pepino mosaic virus)
  - Virus de la mosaïque de la mauve (MaMV, Malva mosaic virus)

- Genre  Potyvirus
  - Virus de la mosaïque du céleri (CeMV, Celery mosaic virus)
  - Virus de la mosaïque de la laitue (LMV, Lettuce mosaic potyvirus)
  - Virus de la mosaïque commune du haricot (BCMV, Bean common mosaic virus)
  - Virus de la mosaïque jaune du haricot (BYMV, Bean yellow mosaic virus)
  - Virus de la mosaïque de la pastèque (WMV, Watermelon mosaic virus)

- Genre  Robigovirus
  - Virus de la mosaïque rouge nécrotique du cerisier (CNRMV,  Cherry necrotic rusty mottle virus )

- Genre Sobemovirus
  - Virus de la mosaïque du chénopode (SoMV, Sowbane mosaic virus)

- Genre  Tobamovirus
  - Virus de la mosaïque du tabac (TMV, Tobacco mosaic virus)
  - Virus de la mosaïque de la tomate (ToMV, Tomato mosaic virus)

- Genre  Trichovirus
  - Virus de la mosaïque américaine du pêcher (PcMV, Peach mosaic virus)

- Genre  Tymovirus
  - Virus de la mosaïque de l'aubergine (EMV,  Eggplant mosaic virus )

Chez la pomme de terre, des symptômes de mosaïque sont causés par les virus X (Potexvirus), S et M (Carlavirus), ainsi que les virus Y et A (Potyvirus).

## Mosaïque du blé
La mosaïque du blé est une maladie virale végétale, transmise par un champignon du sol appelé Polymyxa graminis. Les mosaïques du blé peuvent entrainer des pertes de rendement allant de 20 à 80 % pour le blé tendre et jusqu'à 100 % pour le blé dur.
Deux types provoqués par deux virus à ARN :
- le virus de la mosaïque des céréales (SBWMV, Soil-borne wheat mosaic virus), qui peut aussi infecter le triticale, appartient au genre Fuvovirus.
- le virus de la mosaïque des stries en fuseau du blé (WSMV, Wheat streak mosaic virus), qui appartient au genre Bymovirus